# Valeri Petrov
Pour les articles homonymes, voir Petrov.
Valeri Petrov (en bulgare : Валери Петров), pseudonyme de Valeri Nisim Mevorah (en bulgare : Валери Нисим Меворах), né le 22 avril 1920 à Sofia et mort dans la même ville le 27 août 2014 (à 94 ans), est un poète, scénariste et traducteur bulgare. Il est connu pour avoir traduit l'intégralité des œuvres littéraires de Shakespeare.  

## Biographie
Né dans la capitale bulgare, il est le fils de Nisim Mevorah, de confession juive[réf. souhaitée], avocat et ambassadeur de Bulgarie aux États-Unis de 1945 à 1947 et représentant de l'ONU, et de Mariya Petrova, enseignante de français.
Valeri commence à écrire des poèmes à l'adolescence. Il publie son premier recueil de poèmes, Ptitsi kam sever (en anglais Birds Northwards) à 15 ans. Il est cependant contraint de publier cet ouvrage et les suivants sous le nom de famille de sa mère non-juive, en raison du gouvernement bulgare, alors pro-nazi[réf. souhaitée]. Pour cette raison, il adopte le nom de plume de Valeri Petrov. Il étudie l'italien dans une école de la ville jusqu'en 1939. Alors que la Seconde Guerre mondiale s'étend à l'Europe de l'Est avec l'avancée des armées du Reich à la suite du lancement de l'opération Barbarossa contre la Russie soviétique, il s'implique dans la résistance contre l'envahisseur nazi et le régime bulgare qui le soutient[réf. souhaitée], animé par une sensibilité politique marquée à gauche. 
Il sort diplômé en médecine de l'Université de Sofia en 1944. La même année, la Bulgarie bascule dans le camp des Alliés. Valeri travaille à Radio Sofia, puis comme écrivain de guerre pour le journal Frontovak. Il est l'un des fondateurs du journal humoristique Starshel et son rédacteur en chef adjoint entre 1945 et 1962. Il sert aussi comme médecin dans un hôpital militaire et dans le monastère de Rila. 
Il poursuit l'écriture de poèmes, et notamment Palechko, Na pat, Juvenes dum sumus, Kray sinyoto plus, et la collection de poèmes Nezhnosti. En 1970, il se brouille avec le nouveau régime bulgare, (devenu une république populaire en 1946), pour avoir refusé de signer une pétition officielle dénonçant l'attribution du Prix Nobel au dissident soviétique Alexandre Soljenitsyne[réf. souhaitée]. Contraint de ne plus publier pendant quelques années, Petrov se tourne vers le métier de traducteur.  

## Traduction
Valeri Petrov est connu pour avoir traduit l'œuvre complète de Shakespeare en bulgare. Il a également traduit Faust de Goethe, en russe, en italien et en espagnol. 

## Scénariste
Outre l'écriture de poèmes, Valeri Petrov est aussi l'auteur de pièces de théâtre et de scénarios pour des films. C'est le cas de S lyubov i nezhnost en 1978 et du film dramatique Yo ho ho en 1981. Le scénario du film The Fall, sorti en 2006, est inspiré de celui de Petrov pour Yo ho ho.
Il est aussi l'auteur de contes pour enfants, comme Un bouton pour s’endormir (Koptche za san). 

## Engagements et fin de vie
Il sert comme député dans l'Assemblée nationale bulgare. Il est depuis 2003 Académicien au sein de l'Académie bulgare des sciences.
Valeri Petrov meurt le 27 août 2014 d'un accident vasculaire cérébral dans un hôpital de Sofia, âgé de 94 ans.

## Œuvre

### Recueils de poésie
- 1945 — Stari neshta malko po novomu collection de poèmes
- 1949 — Stihotvoreniya, recueil de poésie
- 1960 — V mekata esen, poème, récompensé par le Dimitrov Award
- 1962 — Poemi, collection de poèmes
- 1970 — Na smyah, poèmes satiriques

### Pièces de théâtre
- 1962 — Improvizatsiya ("Improvisation"), pièce de théâtre coécrite avec Radoy Ralin
- 1965 — Kogato rozite tantsuvat ("When Roses Dance"), pièce de théâtre